# Noah Baumbach
Noah Baumbach (Brooklyn, Nova York, 3 de setembre de 1969) és un guionista i director de cinema estatunidenc. Nominat a un Oscar al millor guió original (2006) pel seu film Una història de Brooklyn.

## Biografia
Noah Baumbach va néixer el 1969 a Brooklyn, a la ciutat de Nova York. El seu pare, Jonathan Baumbach, era novel·lista i la seva mare, Georgia Brown, crítica de cinema del setmanari The Village Voice.
Després dels seus estudis universitaris a Vassar College, va escriure i dirigir el guió del seu primer llargmetratge Kicking and Screaming (1995), estrenat al New York Film Festival, on va ser rebut amb bones crítiques. El 1997 va escriure i dirigir Senyor Gelosia i Highball.
El 2005 va escriure i dirigir Una història de Brooklyn, drama gairebé autobiogràfic on explora les angoixes dels fills de les parelles divorciades. Va ser un èxit de crítica i va guanyar el premi al millor director i guió al Sundance Film Festival i una nominació a l'Oscar al millor guió original, entre d'altres. En la seva pel·lícula Margot at the Wedding (2007) va dirigir l'australiana Nicole Kidman, que interpretava el paper de Margot, una escriptora cruel i infidel al marit que visita la seva germana Pauline, interpretada per Jennifer Jason Leigh. El film retrata les difícils relacions que hi poden haver entre dues germanes.
A Frances Ha (2012) ens presenta Greta Gerwig en el paper d'una excèntrica ballarina, una faula moderna i lluminosa sobre Nova York, la joventut, l'amistat i els somnis. El 2014 va escriure, produir i dirigir la comèdia dramàtica Mentre siguem joves, un film sobre com interactuen dues parelles pertanyents a dues generacions diferents, protagonitzada per Naomi Watts, Ben Stiller, Amanda Seyfried i Adam Driver. A Mistress America (2015) va tornar a treballar amb Greta Gerwig com a actriu i coguionista.
Noah Baumbach és considerat director de culte del cinema independent nord-americà. Les seves pel·lícules aporten un humor poc convencional, amb personatges retratats minuciosament. La gent es comporta irracionalment en els films de Baumbach, però amb tota la raó del món, amb la qual cosa es configura una combinació espontània que els fa pròxims.

### Vida privada
Baumbach va ser parella de l'actriu Jennifer Jason Leigh, amb qui es va casar el 2005 i va tenir un fill el 2010. Aquell mateix any Leigh va iniciar els tràmits de separació al·legant diferències irreconciliables. Es van divorciar oficialment el 2013.

## Filmografia
| Any  | Títol                              | Director | Guionista | Productor | Actor | Notes                                                                                   |
| ---- | ---------------------------------- | -------- | --------- | --------- | ----- | --------------------------------------------------------------------------------------- |
| 1995 | Kicking and Screaming              | 1        | 1         |           | 1     |                                                                                         |
| 1997 | Senyor Gelosia                     | 1        | 1         | 1         | 1     |                                                                                         |
| 1997 | Highball                           | 1        | 1         |           | 1     |                                                                                         |
| 2000 | Thirty                             |          | 1         |           |       | Telefilm                                                                                |
| 2000 | Conrad & Butler Take a Vacation    | 1        | 1         |           |       | Curtmetratge                                                                            |
| 2004 | The Life Aquatic with Steve Zissou |          | 1         |           | 1     |                                                                                         |
| 2005 | Una història de Brooklyn           | 1        | 1         |           |       | Nominació − Oscar al millor guió original                                               |
| 2007 | Margot at the Wedding              | 1        | 1         |           |       |                                                                                         |
| 2009 | Fantastic Mr. Fox                  |          | 1         |           |       | Pel·lícula d'animació. Coguionista amb Wes Anderson adaptant una novel·la de Roald Dahl |
| 2010 | Greenberg                          | 1        | 1         |           |       | Nominació − Os d'Or                                                                     |
| 2012 | Madagascar 3: Europe's Most Wanted |          | 1         |           |       | Coguionista amb Eric Darnell                                                            |
| 2012 | Frances Ha                         | 1        | 1         | 1         |       | Coguionista amb Greta Gerwig                                                            |
| 2012 | The Corrections                    |          | 1         |           |       | Telefilm. Guió adaptat de la novel·la de Jonathan Franzen                               |
| 2014 | Mentre siguem joves                | 1        | 1         | 1         |       |                                                                                         |
| 2015 | Mistress America                   | 1        | 1         | 1         |       |                                                                                         |
| 2015 | De Palma                           | 1        |           |           |       | Documental. Codirigit amb Jake Paltrow                                                  |
| 2017 | The Meyerowitz Stories             | 1        | 1         | 1         |       |                                                                                         |
| 2019 | Marriage Story                     | 1        | 1         | 1         |       |                                                                                         |